# 布拉齊戈沃市鎮
42°01′01″N 24°22′01″E / 42.017°N 24.367°E

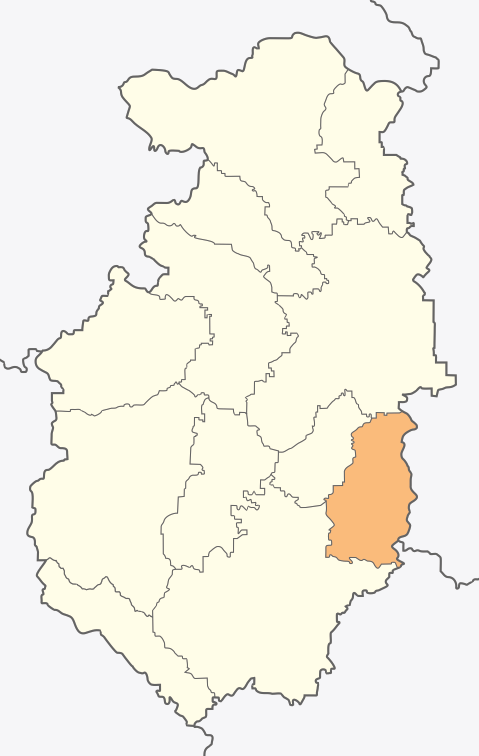

布拉齊戈沃市，是保加利亞的城鎮，位於該國西南部，由帕扎爾吉克州負責管轄，首府設於布拉齊戈沃，面積210.65平方公里，2005年人口10,855，人口密度每平方公里51.53人。